# Eublemma scotina
Eublemma scotina is een vlinder van de familie van de spinneruilen (Erebidae). De wetenschappelijke naam van deze soort is voor het eerst voorgesteld door David Stephen Fletcher in een publicatie uit 1963.
De soort komt voor in Ethiopië, Congo-Kinshasa, Oeganda en Kenia.